# エセル・デュポン
エセル・デュポン・ルーズベルト＝ウォーレン（Ethel du Pont Roosevelt-Warren, 1916年1月30日 - 1965年5月25日）は、アメリカ合衆国の受益者、ソーシャライトであり、著名なデュポン家の一員である。第32代アメリカ合衆国大統領のフランクリン・D・ルーズベルトとその妻のエレノア・ルーズベルトの息子のフランクリン・D・ルーズベルト・ジュニアと結婚したことで広く知られた。

## 生い立ち
1916年1月30日にデラウェア州ウィルミントンでユージーン・デュポン・ジュニア（Eugene du Pont Jr.）とエセル・パイル（Ethel Pyle）の長子として生まれた。彼女は現代のデュポン社の初代社長のユージーン・デュポン（1840年-1902年）の孫娘にあたる。きょうだいにはエーメー・デュポン（Aimée du Pont）、ニコラス・R・デュポン（Nicholas R. du Pont）、ユージーン・デュポン3世（Eugene du Pont III）がいる。
彼女はデラウェア州グリーンビルにある一族の地所であるオウルズ・ネストで育ち、ウィルミントンのミス・ヘブズ・スクールに通い、コネチカット州シムズベリーのエセル・ウォーカー・スクールを卒業した。

## 私生活
1937年6月30日、当時の現職大統領であったフランクリン・デラノ・ルーズベルト・シニアとファーストレディのエレノア・ルーズベルトの三男であり、また第26代大統領のセオドア・ルーズベルトの孫甥にもあたるフランクリン・デラノ・ルーズベルト・ジュニア（1914年-1988年）と結婚した。夫婦は以下2人の息子をもうけた: 
- フランクリン・デラノ・ルーズベルト3世（英語版） (Franklin Delano Roosevelt III, 1938年生)[6]
- クリストファー・デュポン・ルーズベルト (Christopher du Pont Roosevelt, 1941年生)[6]

夫婦は後に別居し、1949年に正式に離婚した。1950年12月、彼女はデトロイトの著名な弁護士のベンジャミン・S・ウォーレン・ジュニア（Benjamin S. Warren, Jr.）と結婚した。夫婦は以下の息子をもうけた:
- ベンジャミン・S・ウォーレン3世 (Benjamin S. Warren III, 1954年生)[9]

### 死去
1965年5月25日、当時49歳だったエセル・デュポンは自殺した。彼女は亡くなる前の数年間に何度か精神科の治療を受けており、コネチカット州ニューカナンの病院であるシルバー・ヒル・ファウンデーションで過ごしていた。彼女の自殺は1965年6月の息子クリストファーの結婚式の1ヶ月前、夫との別居中、そして当時10歳の息子ベンジャミンが寄宿舎学校に通っているあいだに起こった。
その後彼女の家族はハーバード大学医学大学院のエセル・デュポン＝ウォーレン・フェローシップ賞を精神医学の研究のために贈った。2023年現在、このフェローシップは年間で3、4人の若い精神科医の給与を援助し続けている。